# António Marcelino da Victória
António Marcelino da Victória (? — ??) foi um político português governador civil do Distrito de Angra do Heroísmo, desde Outubro de 1851 a 25 de Agosto de 1852.